# Vadare

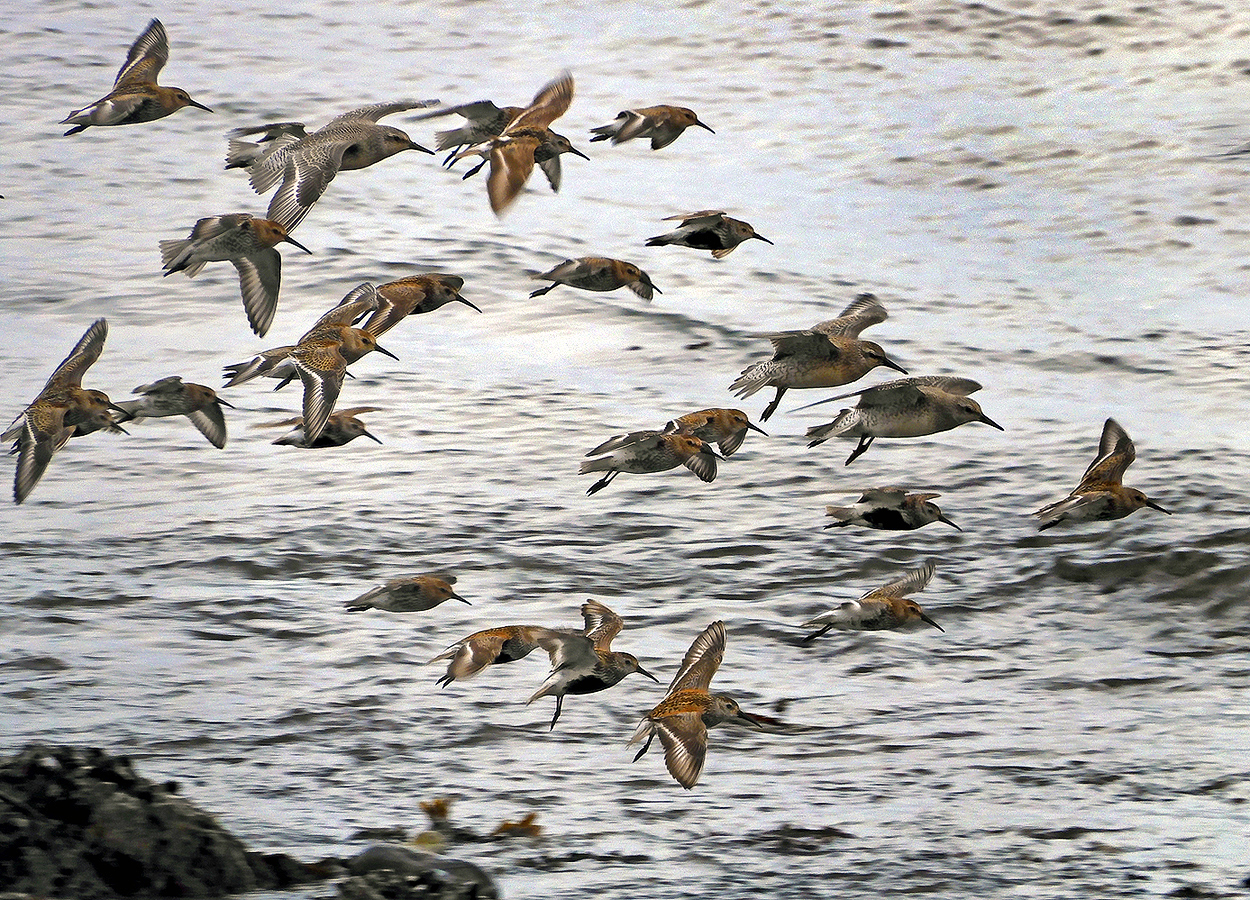
En liten flock med två vanliga vadare i Calidris släktet, kärrsnäppa och kustsnäppa i Ystad 2021.

Vadare (Charadrii) är en underordning inom ordningen vadarfåglar. 
Det finns cirka 220 arter vadare i världen. De delas in i flera olika familjer där de två artrikaste är pipare,  vipor och snäppor. Flertalet av vadarna har långa ben och lång näbb som är anpassad till att söka föda på grunt vatten vid stränder eller i våtmarker.

## Taxonomi
De två familjer som, inom den klassiska systematiken, morfologiskt skiljer sig mest ifrån de andra vadarna är slidnäbbarna (Chionididae) och stäpplöpare (Pedionomidae). Dessa två familjer är undantagna nästan alla generella data kring vadare. En annan art som också skiljer sig ifrån resterande vadare och därmed förs till en helt egen familj är hägerpipare (Dromas ardeola). Nyare molekylära analyser indikerar att hägerpiparen inte alls tillhör vadarfåglarna utan placeras istället förslagsvis inom ordningen strutsfåglar. 1968 delade ornitologen och taxonomen Joseph R. Jehl upp vadarfamiljerna i tre grupper baserat på studier av dunungar: jassanor och rallbeckasiner i en, hägerpipare i en, och resten av alla familjer i en grupp.
Förr användes benämningen vadare ibland även om andra långbenta våtmarksfåglar som till exempel storkar och tranor.

### Systematik
Enligt klassisk taxonomi
- Jassanor (Jacanidae)
- Rallbeckasiner (Rostratulidae)
- Strandskator (Haematopodidae)
- Ibisnäbbar (Ibidorhynchidae)
- Styltlöpare och skärfläckor (Recurvirostridae)
- Tjockfotar (Burhinidae)
- Hägerpipare (Dromadidae)
- Vadarsvalor (Glareolidae)
- Pipare (Charadriidae)
- Magellanpipare (Pluvianellidae)
- Snäppor (Scolopacidae)
- Frösnäppor (Thinocoridae)
- Slidnäbbar (Chionididae)
- Stäpplöpare (Pedionomidae)

En nyare taxonomi delar upp ordningen vadarfåglar i fler underordningar. Då omfattar underordningen Charadrii endast följande fyra familjer:
- Ibisnäbbar (Ibidorhynchidae)
- Styltlöpare och skärfläckor (Recurvirostridae)
- Strandskator (Haematopodidae)
- Pipare (Charadriidae)

## Utbredning
Merparten av alla arter bland vadarna häckar på norra halvklotet och flera på tundra och öde platser norr om polcirkeln men det finns också arter som har sina häckningsplatser i exempelvis Afrika. Många är långflyttare och på vår och höst kan man se stora flockar med vadare som söker föda på tångbankar och ebbstränder. 

## Ruggning
Generellt kan man säga att de flesta vadare tar två år på sig för att få adult fjäderdräkt. Dock ser man oftast inte de ettåriga fåglarna på sommarhalvåret, på norra halvklotet, eftersom de stannar kvar i vinterkvarteren.
Adulta fåglar ruggar två gånger om året. En vårruggning mellan januari och april som leder till sommardräkt, och en höstruggning mellan augusti och november som leder till vinterdräkt. Under vårruggningen byts huvud-, kroppspennor och varierande mängd armtäckare. Under höstruggningen byts huvud-, kropps-, ving- och stjärtpennor.
De juvenila fåglarna ruggar bara vissa delar av fjäderdräkten under hösten för att få sin postjuvenila vinterdräkt.

## Häckning
Vadare lägger ofta sina ägg direkt på marken i en fördjupning. Som skydd är antingen ägget kamouflagefärgat eller också är den ruvande föräldern det. Ungarna är snabbt ur boet och letar själv föda. Vanligast vakar båda föräldrarna och hos dessa arter är det vanligt att honan lämnar kullen först och flyttar söderut innan ungarna är flygga. Senare flyttar hanen och sist ungarna.
Exempel på arter där honan själv ruvar och tar hand om kullen är brushane, dvärgbeckasin, dubbelbeckasin och morkulla. 
Exempel på arter där hanen själv ruvar och tar hand om kullen, ibland kallat omvänd könsordning, är simsnäppor, rallbeckasiner, fjällpipare, grönbena, skärsnäppa och svartsnäppa.

## Föda
Vadarnas föda utgörs mest av insekter, blötdjur, maskar och kräftdjur. Vissa arter äter också småfisk och växtdelar.